# Abito completo da uomo

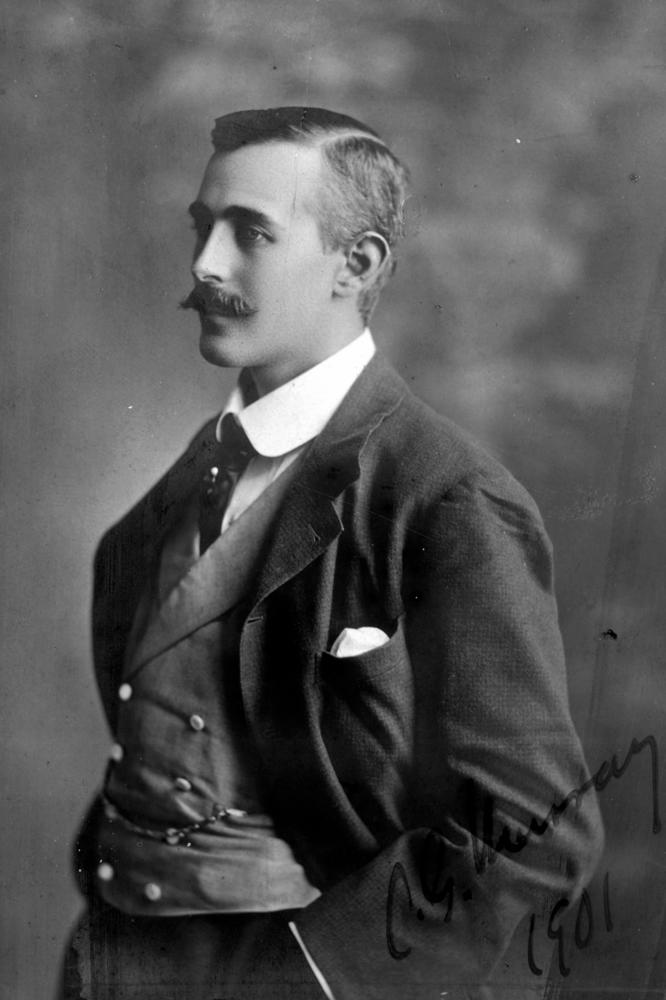
Abito completo da uomo composto da tre pezzi

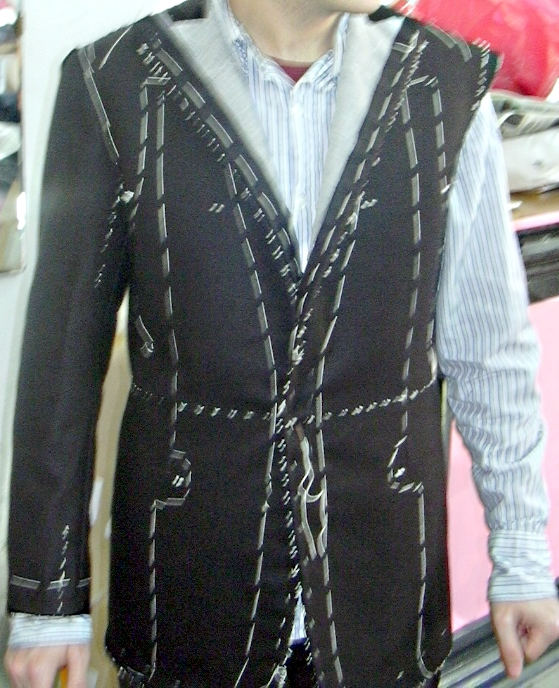
Abito sartoriale: prima prova di giacca imbastita (Italia)

Un abito completo da uomo, comunemente chiamato semplicemente completo o abito, è un indumento maschile di origine britannica.
L'abito può essere composto da tre pezzi (una giacca, un paio di pantaloni e una cravatta), oppure da quattro pezzi (aggiungendo ai precedenti un gilet) sempre nello stesso tessuto.

## Storia
Le origini dell’abito risalgono allo standard sartoriale semplificato stabilito dal re inglese Carlo II nel XVII secolo, ispirato all’esempio della corte di Luigi XIV a Versailles. Carlo II decretò che, alla corte inglese, gli uomini dovessero indossare un lungo cappotto, un gilet (all’epoca chiamato “petticoat”), una cravatta (precursore della cravatta moderna), una parrucca, calzoni al ginocchio e un cappello. I dipinti di Jan Steen, Pieter Bruegel il Vecchio e altri artisti dell’Età dell’Oro olandese rivelano che una simile tenuta era già diffusa nei Paesi Bassi, se non in tutta l’Europa occidentale.
Gli stili attuali trovano le loro radici nella cosiddetta grande rinuncia maschile della fine del XVIII secolo, che portò a un cambiamento netto: dai vestiti elaboratamente ricamati e tempestati di gioielli si passò a un abbigliamento più semplice, tipico del periodo della Reggenza britannica, che si evolse gradualmente fino alla severa formalità dell’era vittoriana. Alla fine del XIX secolo, nella ricerca di maggiore comodità, l’allentamento delle regole portò alla nascita del moderno abito lounge.

## Utilizzo
Indumento molto in voga nella cultura di massa fino agli anni cinquanta, oggi, con l'avvento del prêt-à-porter e dell'abbigliamento casual è poco utilizzato nel tempo libero, pur rimanendo un importante riferimento nei canoni dell'abbigliamento più formale. Il completo è ritenuto un capo da lavoro, spesso associato ai lavoratori del settore terziario e in particolare a quelli operanti nel mondo della finanza, i cosiddetti "colletti bianchi", in opposizione alle "tute blu", i lavoratori d'industria e i manovali.

## Terminologia sartoriale
La giacca è l'elemento principale e più caratteristico di un completo maschile. Oltre al tessuto di base visibile esternamente, solitamente di lana (o cotone e lino per l'estate), la giacca comprende una fodera, visibile sul lato interno della giacca, ed una interfodera, non visibile e situata tra il tessuto e la fodera.